# 強烈熱帶風暴威利
強烈熱帶風暴威利（英語：Severe Tropical Storm Willie）為1996年太平洋颱風季的熱帶氣旋之一。

## 气象历史
9月18日早上，一個低壓區在西沙之西北偏西約200公里處發展成一熱帶低氣壓，並命名威利，當日下午增強為熱帶風暴。它初時向東北移動，翌日增強為強烈熱帶風暴後，採取一個西北路徑。威利在9月20日向西南偏西，掠過雷州和海南島。之後，它橫過北部灣，減弱為熱帶風暴。威利於9月22日登陸越南，並於翌日在內陸消散。

## 影響
在威利吹襲後。在越南，至少有10人喪生。

### 英屬香港[1]
當地懸掛最高風球信號： 一號戒備信號
在香港，一號戒備信號於9月18日晚上11時15分懸掛，當時威利集結在香港之西南偏南約470公里。隨着威利開始遠離，一號信號在9月20日早上9時正除下。威利在9月19日下午約2點最接近香港，當時位於香港之西南約390公里。天文台總部在9月19日下午3時及4時錄得最低瞬時海平面氣壓力為1002.4百帕斯卡。
在一號信號懸掛期間，本地吹和緩偏東風，離岸風勢間中清勁。威利的外圍雨帶為香港帶來狂風大驟雨及雷暴。在大雨中，一名渠務工人在深水埗工作時被沖走。
9月20至21日期間，威利的外圍雨帶繼續影響香港。新界東北部雨勢最大，沙頭角及打鼓嶺有廣泛水浸報告。沙田有護土牆倒塌，一輛車在西貢被沖落河中。這些事故並無相關傷亡報告。

### 中华人民共和国
中国中央气象台编号为9618台风，路线诡异，绕海南岛一圈，使14个市县受灾，造成了海南省近30年来最惨痛的台风灾害，成为台风灾害的典型。海南島有38人死亡、96人失踪。琼州海峡的浪高有7～8米，东方站实测最大波高4.1米，巨浪给海南北部和西部沿海都造成较大损失。海口市防波堤崩口13处共134米，海军一艘登陆舰被打沉，打沉或损失的渔船200多艘，死亡和失踪120人。据统计，直接经济损失近4亿元。
1996年9月22日，某湾锚泊防台的多艘舰船拖锚及断锚链，隸屬於南海艦隊榆林海軍基地快艇11支隊登陸艦4大隊（母港在海口秀英軍港）的即将进港修理的971號登陸艦断锚链后被大风浪推向外海，因大量进水而沉没，31名落水人員分別在海南、廣東兩地沿海全數獲救。